# Microdon trivittatus
Microdon trivittatus är en tvåvingeart som beskrevs av Charles Howard Curran 1925. Microdon trivittatus ingår i släktet myrblomflugor, och familjen blomflugor. Inga underarter finns listade i Catalogue of Life.